# Ауструм
А́уструм (рос. Ауструм, башк. Ауструм) — село у складі Іглінського району Башкортостану, Росія. Адміністративний центр Ауструмської сільської ради.
Населення — 535 осіб (2010; 491 в 2002).
Національний склад:
- білоруси — 39 %

Село засноване в 1878 році селянами із Латвії; його назва походить від латиського слова «Схід». У селі народився відомий латвійський радянський діяч Верро Рудольф Оттович. У 1980—1990-х роках латиші — нащадки першопоселенців — переїхали до Латвії.